# Stadio Ranchibile
Lo Stadio Ranchibile è stato il primo impianto sportivo adibito allo sport del calcio a Palermo. Esso è stato utilizzato dal 16 marzo 1914 fino al 3 gennaio 1932, quando venne disputata l'ultima gara ufficiale presso l'impianto.
Il campo prendeva il nome dall'omonima villa sui quali terreni sorgeva; attualmente l'area, un tempo occupata dallo stadio, è occupata da edifici di edilizia residenziale.

## Storia

La squadra palermitana La Leoni ritratta al campo del Ranchibile nel 1922, è possibile notare sullo sfondo il Monte Pellegrino

Il primo campo di calcio, utilizzato dai pionieri di questo sport nella Palermo di inizio Novecento, fu un ampio terreno nelle vicinanze del carcere dell'Ucciardone. Successivamente, con la fondazione del Palermo, venne utilizzato un terreno chiamato Varvaro, situato nello spazio tra le vie Notarbartolo, Marchese Ugo e Piersanti Mattarella, precisamente dove oggi si trovano la Corte dei Conti di Palermo e le aree retrostanti. Il campo Varvaro venne presto soprannominato 'u Pantanu (il Pantano in italiano) a causa del suo cattivo drenaggio durante le piogge. Talvolta occorreva fare ricorso a pochissimi campi d'emergenza, realizzati da sodalizi privati. 
In sostituzione dell'inadeguato Pantanu, alla fine del 1913 venne scelta una nuova area da gioco a fianco di villa Ranchibile, di proprietà della principessa Adele Monroy di Pandolfina e di suo marito, don Carmelo Samonà. Furono proprio i coniugi Samonà a concedere al Palermo l'utilizzo di una pertinenza della storica residenza di villeggiatura per realizzarvi il campo sportivo. Le partite domenicali, infatti, erano un'occasione di svago per molti esponenti dell'aristocrazia palermitana di allora. Il Ranchibile era chiamato anche Piedilegno, dal nome della contrada posta fra le odierne via del Granatiere e via del Bersagliere, attraversata da una rudimentale strada che si ricongiungeva poi con via Resuttana. Inaugurato il 16 marzo del 1914, il campo venne utilizzato da diverse società calcistiche palermitane e divenne teatro di incontri storici, come le ultime vittorie del Palermo in Coppa Lipton che permisero ai rosanero di aggiudicarsi il trofeo. Sempre al Ranchibile il Palermo mosse i primi passi nei campionati federali, che a partire dal 1921 erano stati allargati anche alle squadre del sud e della Sicilia. Durante gli anni venti varie squadre cittadine minori utilizzavano il campo del Ranchibile.
Alla fine degli anni venti, ci si rese conto che il campo, con i suoi pochi spalti, non era più adeguato alle nuove esigenze del club: si decise così di iniziare la costruzione di uno stadio a poca distanza dal Ranchibile. L'impianto venne abbandonato a partire dal 24 gennaio 1932, quando venne inaugurato il nuovo stadio Littorio. Il precedente 3 gennaio, nel frattempo, era stata disputata l'ultima partita ufficiale presso il campo del Ranchibile: in quell'occasione i rosanero si imposero sulla Comense per 5-0. La successiva partita casalinga del Palermo venne giocata presso il nuovo impianto.
Villa Ranchibile insieme alle pertinenze, campo da gioco compreso, fu ceduta nel 1937 dalla principessa Adele Samonà Monroy ai salesiani, che ne fecero la sede del proprio istituto scolastico.

## Architettonica

### Ubicazione
Il campo da gioco era situato in una delle aree di pertinenza di villa Ranchibile. Se un tempo l'area era un campo in terra battuta, oggi vi sorgono innumerevoli edifici, costruiti a seguito della successiva vendita e lottizzazione del terreno, avvenuta dopo la metà del Novecento con l’emissione del nuovo piano regolatore di Palermo del 1962.

### Evoluzione storico-architettonica
Inizialmente si trattava di un semplice campo, di dimensioni regolamentari, senza alcuna struttura di supporto. Ben presto il campo venne delimitato da basse mura e venne costruito uno chalet ligneo con la funzione di rudimentale spogliatoio. Successivamente venne dotato di una piccola tribuna, anch'essa lignea, per consentire alla nobiltà palermitana di assistere più comodamente allo spettacolo, tribuna alla quale negli anni successivi venne aggiunta una copertura.